# NGC 3
NGC 3 је лентикуларна галаксија у сазвијежђу Риба.